# Arthur Stockhoff
Arthur Martin Stockhoff (* 19. November 1879 in St. Louis; † 20. Oktober 1934 ebenda) war ein US-amerikanischer Ruderer. 
Bei den Olympischen Spielen 1904 in St. Louis siegten in den fünf olympischen Bootsklassen ausschließlich Boote aus den Vereinigten Staaten. Vier Siegerboote stammten von Rudervereinen der Ostküste. Lediglich im Vierer ohne Steuermann stammten alle drei teilnehmenden Boote aus der gastgebenden Stadt St. Louis. Das Boot des Century Boat Club mit Arthur Stockhoff, August Erker, George Dietz und Albert Nasse siegte mit zwei Bootslängen Vorsprung vor dem Boot des Mound City Rowing Club.
Stockhoff war promovierter Zahnarzt in St. Louis.